# سيلينة ضيقة العناقيد
السيلينة ضيقة العناقيد (باللاتينية: Silene stenobotrys) نوع نباتي يتبع جنس السيلينة من الفصيلة القرنفلية.

## الموئل والانتشار
موطنها بلاد الشام وتركيا.